# Beitzah

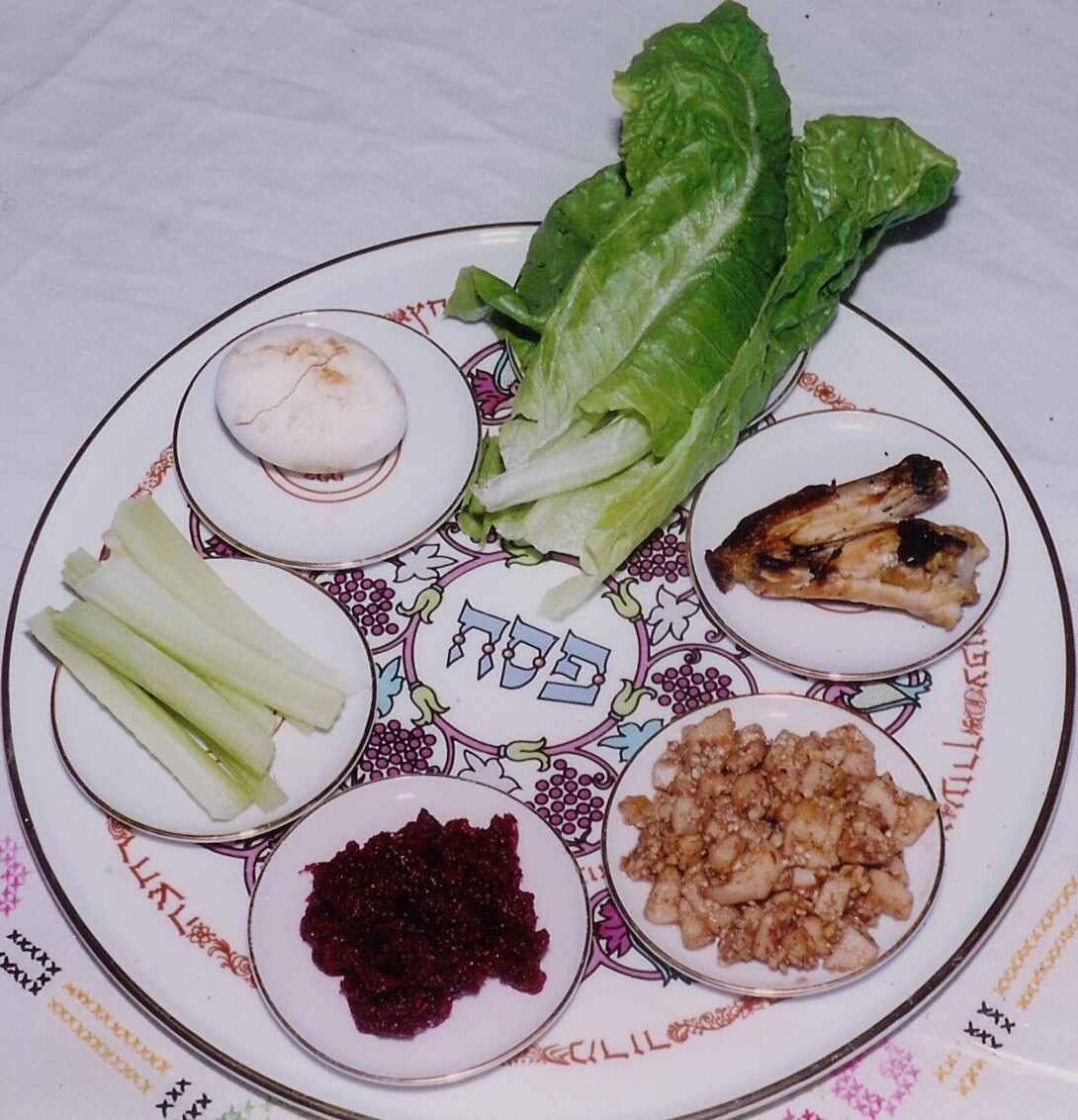
Der Sederteller im Uhrzeigersinn oben beginnend: Maror, Seroa, Charosset, Chaseret, Karpas, Beitzah

Die Beizah (hebräisch ביצה, deutsch: Ei) ist ein Ei, das einer der sechs Bestandteile – Maror, Seroa, Charosset, Chaseret, Karpas, Beitzah – des Sedertellers an Pessach ist. Hierzu wird ein Ei hartgekocht und anschließend auf dem Herd oder im Ofen ein wenig angebraten, während die Schale es noch umschließt.

## Bedeutung
Das Ei dient als Erinnerung an das besondere Feiertagsopfer (hebräisch חגיגה Chagiga), das jeder Pilger an den drei Wallfahrtsfesten (Pessach, Schawuot, Sukkot) im Jerusalemer Tempel darbringen musste. Es gilt als Zeichen der Ungewissheit menschlicher Geschicke, der menschlichen Fruchtbarkeit und schließlich als Zeichen der Trauer um den zerstörten Tempel in Jerusalem. Die Rundheit des Eies symbolisiert auch den Kreislauf des Lebens, den kontinuierlichen Fluss zwischen Leben und Tod bis zur Wiedergeburt und die Frühlingserneuerung von Pessach.
Bei manchen ist es Brauch, das harte, geschälte Ei in eine Schüssel mit salzigem Wasser zu tauchen, bevor es gegessen wird – als Symbol für die Tränen der israelitischen Sklaven in Ägypten.
Viele der alten Ägypter hielten an religiösen Überzeugungen fest, die sie daran hinderten, Fleisch, Fisch oder Eier zu essen. In der Nacht, in der die Befreiung aus der ägyptischen Knechtschaft gefeiert wird, symbolisieren das Fleisch und das Ei, dass Juden nicht mit dem heidnischen Glauben der alten Ägypter verbunden sind.
Anderen Gelehrten zufolge soll Abraham in der Pessachnacht gestorben sein, und man isst das Ei auch deshalb, um seinen Tod zu betrauern.

## Trivia
Scherzhaft wird erzählt, das Eintauchen des Eis in Salzwasser erinnere an das Durchwaten des Schilfmeeres (Roten Meeres) durch jüdische Männer bei ihrer Flucht aus Ägypten.